# Charlotte Ross
Pour les articles homonymes, voir Ross.
Charlotte Ross est une actrice américaine née le 21 janvier 1968 à Winnetka aux États-Unis. 
Elle est surtout connue pour avoir incarné la détective Connie McDowell durant quatre saisons (1998-2004) de la série policière New York Police Blues. Depuis, elle s'est distinguée dans des rôles récurrents de mères de jeunes protagonistes de séries pour adolescents : d'abord de Quinn Fabray dans la série musicale Glee puis de Felicity Smoak dans la série d'action Arrow.

## Biographie
Charlotte Ross est née et a grandi à Winnetka, Illinois. Elle est la fille de Peter Ross, un conseiller financier (mort en 2009) et de Debbie Maxwell-Ross, une représentante des ventes et monitrice de ski. Elle a un frère, George, dont elle est très proche, et qui travaille actuellement à New-York. Après avoir fait des études à New Trier High School, elle a déménagé à Los Angeles.
Elle incarne depuis 2014 le rôle de Donna Smoak, la mère de Felicity Smoak dans la série Arrow.

### Vie privée
Le 18 octobre 2003, elle a épousé Michael Goldman. Elle a aussi donné naissance à un garçon. Ils divorcent quelques années plus tard. 
Elle réside actuellement à Los Angeles.

### Engagement
En 2002, Charlotte Ross a soutenu l'association PETA, en apparaissant nue dans des publicités pour une campagne anti-fourrure.

## Filmographie

### Cinéma
- 1986 : Touch and Go : La petite amie de Courtney
- 1994 : L'Étudiant étranger : Elizabeth 'Sue Ann' Baldridge
- 1994 : L'Amour et un 45 : Mary Ann
- 1994 : Savage Land : Mandy
- 1998 : Looking for Lola : Debbie
- 2007 : Moola : Nora
- 2007 : Live ! de Bill Guttentag : Jennifer
- 2011 : Hell Driver : Candy

### Télévision

#### Séries télévisées
- 1987-1991 : Des jours et des vies : Eve Baron Donovan
- 1992 : Mariés, deux enfants : Darlene (saison 6, épisode 21)
- 1992 : Rock and Love (The Heights) : Hope Linden
- 1996 : Urgences : Angel (saison 2 épisode 14)
- 1996 : Murder One : Stephanie Lambert
- 1997 : Pauly : Dawn Delaney
- 1998 - 2004 : New York Police Blues : l'inspecteur Connie McDowell
- 1998 : De mères en filles (A Will of Their Own) : Susan Peterson
- 1998 : Trinity : Fiona McAllister
- 1999 - 2001 : TV business : Lori Volpone
- 2001 : Frasier : Monica (saison 8, épisode 13)
- 2006 : Jake in Progress : Annie
- 2007 : New York, police judiciaire : Judith Barlow
- 2009 : Les Experts : Sabrina Owen
- 2009 - 2012 : Glee : Judy Fabray
- 2013 : Hit the Floor : Olivia Vincent
- 2014 : Nashville : Ruth Bennett
- 2014 - 2020 : Arrow : Donna Smoak

#### Téléfilm
- 1991 : Violation of trust : Justine
- 1996 : Fall Into Darkness : Ann Price
- 1999 : Kidnapping au paradis : Megan Emerson
- 2007 : Trois sœurs dans le Montana : Tess Mercy
- 2007 : Noël au paradis : Dana Marino
- 2009 : Ultime combat : Mary Wyatt